# Bronisław Gawron
Bronisław Gawron (ur. 20 maja 1938 w Piekarach Śląskich, zmarł 8 czerwca 2019 tamże) – polski duchowny rzymskokatolicki, działacz społeczny, opiekun duchowy klubów AA na Śląsku m.in. w Tarnowskich Górach, Koszęcinie, Katowicach Szopienicach. Emerytowany, długoletni kapelan szpitalny oddziałów psychiatrycznych i odwykowych dla alkoholików i narkomanów w Katowicach-Szopienicach oraz Szpitala Miejskiego w Piekarach Śląskich i Samodzielnego Publicznego Wojewódzkiego Szpitala Chirurgii Urazowej im. dr. Janusza Daaba.

## Biografia
Urodził się w rodzinie Wilhelma Gawrona i Łucji z d. Dziombek, jako pierwsze z piątki dzieci. W 1956 ukończył I Liceum Ogólnokształcące im. Króla Jana III Sobieskiego (dzisiaj: Akademicki Zespół Szkół) w Piekarach Śląskich i wstąpił do Wyższego Śląskiego Seminarium Duchownego w Krakowie. Już w czasie studiów interesował się psychologią, co przełożył później w swojej pracy duszpasterskiej na pomoc osobom uzależnionym i z problemami emocjonalnymi. Swoją pracę magisterską napisał z psychologii rozwojowej pod tytułem: Przeżycia moralne na tle rozwoju charakteru u młodzieży. Święcenia kapłańskie przyjął dnia 24 czerwca 1962 z rąk biskupa koadiutora Herberta Bednorza. Jego dewiza kapłańska brzmiała: Być zawsze blisko człowieka. Posługę kapłańską rozpoczął od zastępstwa wakacyjnego w rodzinnej parafii śś. Apostołów Piotra i Pawła w Brzozowicach-Kamieniu, następnie w parafii Świętego Antoniego z Padwy w Chorzowie oraz w Ornontowicach. Pierwszą jego placówką wikariuszowską była parafia Świętego Stanisława, Biskupa i Męczennika w Suszcu (1962–1965), kolejnymi zaś: Najświętszego Serca Pana Jezusa w Paprocanach (1965–1970), Najświętszego Serca Pana Jezusa w Mysłowicach (1970–1973), Przemienienia Pańskiego w Katowicach (1973–1977), Świętej Marii Magdaleny w Chorzowie Starym (1977–1980). Z początku katechizował dzieci i młodzież. W 1980 roku biskup Herbert Bednorz wyznaczył go na nowego proboszcza parafii pod wezwaniem Matki Bożej Nieustającej Pomocy w Katowicach-Szopienicach z poleceniem budowy nowego kościoła. Gdy tylko wywiązał się z zadania, 28 czerwca 1987 poprosił ówczesnego biskupa Damiana Zimonia o zwolnienie go z funkcji proboszcza. Następnie, 30 sierpnia tego roku mianowano go kapelanem Szpitala Miejskiego nr 5 w Katowicach. W 1995 roku został przeniesiony do parafii Trójcy Przenajświętszej w Piekarach Śląskich, gdzie pełnił również funkcję kapelana w Szpitalu Miejskim i Samodzielnym Publicznym Wojewódzkim Szpitalu Chirurgii Urazowej im. dr. Janusza Daaba w Piekarach Śląskich. W roku 2013 przeszedł na emeryturę i do śmierci był rezydentem Parafia Świętych Apostołów Piotra i Pawła w Kamieniu. 
Ksiądz Bronisław Gawron był jednym z założycieli Piekarskiego Stowarzyszenia Rodzin Abstynenckich Klubu Abstynenta Piątka w Piekarach Śląskich. W ruchu trzeźwościowym działał do śmierci, jako opiekun duchowy wielu klubów abstynenckich. Od wielu lat był zaangażowany w niesienie pomocy rodzinom znajdującym się w trudnej sytuacji materialnej, podejmując przy tym współpracę z wieloma instytucjami społecznymi, kulturalnymi, kościelnymi i innymi podmiotami świadczącymi pracę na rzecz rodziny. W każdy poniedziałek prowadził poradnictwo przeciwalkoholowe i rodzinne w dwóch parafiach: Trójcy Przenajświętszej w Piekarach Śląskich oraz w pierwszy i ostatni piątek miesiąca w parafii Świętego Wojciecha w Radzionkowie.
Ksiądz Gawron wspierał także członków Polskiego Związku Niewidomych w Piekarach Śląskich, a także uczestników i opiekunów Warsztatów Terapii Zajęciowej w tym mieście.
W 2015 roku przyznano mu tytuł Zasłużony dla miasta Piekary Śląskie Uchwały Rady Miasta Piekary Śląskie. W 2017 roku otrzymał nagrodę „Przyjaciela rodziny 2017” za realizacja wsparcia na rzecz osób i rodzin przebywających na terenie miasta Piekary Śląskie, podczas konferencji „Rodzina jest najważniejsza…”, która odbyła się w Sali Sejmu Śląskiego.
Zmarł 8 czerwca 2019 roku w Szpitalu Miejskim w Piekarach Śląskich. Jego pogrzeb odbył się 12 czerwca br. na cmentarzu rodzinnej parafii.

## Upamiętnienie
W 2020 roku w Piekarach Śląskich z inicjatywy miasta, Stowarzyszenia KA „Piątka” odbył się II Bieg Trzeźwości oraz Marsz Nordic Walking Jego imienia.
24 listopada 2024 roku w kinie Zacisze w Piekarach Śląskich został wyświetlony reportaż Marcina Strzeleckiego "Być blisko człowieka" upamiętniający sylwetkę księdza Bronisława Gawrona.